# بوفالو گروو (ایلینوی)
بوفالو گروو (به انگلیسی: Buffalo Grove) یک روستا در ایالات متحده آمریکا است که در ایلینوی قرار دارد. بوفالو گروو ۲۴٫۶۱ کیلومتر مربع مساحت و ۴۱٬۴۹۶ نفر جمعیت دارد.